# Ricardo Íscar
Ricardo Íscar (Salamanca, 1961) es un director, guionista, productor, escritor y profesor de cine español. Su carrera se ha centrado en el género del documental, que ha llevado a cabo durante su trayectoria tanto en cortometrajes como en largometrajes. Alguna de sus obras más conocidas son Tierra Negra o El Cerco.

## Biografía
Nace en la provincia Salamanca en 1961 donde cursa estudios superiores de Derecho en la Universidad de Salamanca, donde se licencia. Posteriormente se traslada a Madrid, donde cursa estudios de Imagen en la Universidad Complutense. En 1994, se diploma en la Academia de Cine y Televisión de Berlín con el largometraje BADU. Stories from the Negev desert. Ha trabajado en numerosas producciones desempeñando cargos dentro de la fotografía cinematográfica, ingeniero de sonido o asistente de montaje. 
La Filmoteca de Castilla y León le dedicó en 1995 un ciclo bajo el título “El cine de Ricardo Íscar”.
Desde finales de los años 90 desarrolla una intensa actividad docente, sobre todo en Barcelona, impartiendo clases en seminarios sobre fotografía y documental. Es profesor en el Master de Documental de Creación de la Universidad Pompeu Fabra de Barcelona, y profesor en la Universidad de Barcelona y también en la Universidad Autónoma de Barcelona. Ha sido jurado en numerosos festivales como en Màlaga, Nyón, Dresde o L’Alternativa de Barcelona.
Ha trabajado en diversas producciones desempeñando cargos fundamentalmente en el campo de la fotografía cinematográfica.

## Filmografía
| Título                    | Año  | Tipo de obra |
| ------------------------- | ---- | ------------ |
| El Cerco                  | 2005 | Cortometraje |
| Tierra Negra              | 2005 | Largometraje |
| Postal desde Buenos Aires | 2008 | Cortometraje |
| Juego Limpio              | 2008 | Cortometraje |
| Soledad                   | 2009 | Cortometraje |
| Danza a los espíritus     | 2010 | Largometraje |
| El Foso                   | 2012 | Largometraje |
| The Final Fair            | 2015 | Cortometraje |

### El Cerco
El Cerco es un cortometraje documental sobre la pesca tradicional del atún en la Almadraba de Barbate (Cádiz) a finales del siglo pasado. Este cortometraje dirigido por Ricardo Íscar y Nacho Martín fue galardonado con los premios a mejor cortometraje europeo en el Festival Internacional de Berlín en 2006 y en la Mostra de Venecia en 2007. El Cerco muestra el dominio del ser humano sobre el resto de especies y logra además profundizar en ideas como la muerte o la fuerza implacable de la naturaleza. 

### Tierra Negra
Tierra Negra es un documental muy completo en el que se observan todo tipo de aspectos sociales, geográficos y humanos en el Valle minero de Lumaio. La localización sirve para analizar y descubrir de manera científica y poética los mecanismos presentes en la vida de toda la comunidad. 

### Juego Limpio
Este documental refleja un retrato observacional del origen militar del futbolín de Alejandro Finisterre, dirigido y guionizado por Ricardo Íscar.

### Danza a los espíritus
Un documental que es fruto de dos intereses complementarios. En primer lugar, el que está en el origen del proyecto: el del antropólogo catalán Lluís Mallart, que ha estudiado los rituales de curación practicados por los evuzok en Camerún; de los cuales el más importante es, precisamente, la llamada “danza a los espíritus”. Esta vertiente que entronca con el documental etnográfico a la Rouch es retomada por Ricardo Íscar para, de algún modo, hacerla totalmente suya. Sabemos por sus anteriores películas de su interés por las comunidades amenazadas o en trance de desaparición. Y, en definitiva, con su habitual rigor de consumado documentalista, eso es lo que nos muestra en Danza a los espíritus: unas prácticas ancestrales de medicina alternativa llevadas a cabo por el “curandero” Mba Owana Pierre; pero también una tribu que lucha por sobrevivir ante el imparable avance (las carreteras, la tala de árboles) de una civilización que no deja de constituir un foco de atracción para los miembros más jóvenes de la comunidad.

## Premios
- Mejor cortometraje europeo. Festival Internacional de Cine de Berlín (2006)
- Mejor corto europeo. Mostra de Venecia (2007)
- Premio al mejor cortometraje en San Roque
- Premio del jurado en el Festival de Málaga
- Premio al mejor cortometraje en el Festival de Kiev
- Premio en Documenta Madrid (2009)